# ПТР Бачина и Светличного
ПТР БаС-2 системы Бачина и Светличного — советское самозарядное противотанковое ружьё, созданное в 1940 году в Ижевске на заводе № 74 главным конструктором Бачиным и инженером Светличным. Оружие изначально проектировалось как автоматическое и многозарядное, под патрон 14,5×114 мм. Автоматика основана на принципе отвода пороховых газов из канала ствола. Запирание ствола осуществлялось перекосом затвора вниз.
В июне 1941 года после сравнительных испытаний с ПТР системы Рукавишникова был выявлен целый ряд недостатков и программа дальнейшей разработки была закрыта.